# Aldrich von Le Mans
Aldrich (* ca. 800; † 7. Januar 856) war Bischof von Le Mans zur Zeit König Ludwigs des Frommen.

## Leben
Aldrich wurde um das Jahr 800 als Spross einer adligen Familie geboren, die ihre Wurzeln über seinen Vater Sion in Sachsen und seine Mutter Gerildis im westlichen Bayern hatte. Im Alter von 12 Jahren wurde er von seinem Vater an den Hof Kaiser Karls des Großen nach Aachen gebracht. Dort lebte er im Haushalt von dessen Sohn, Ludwig dem Frommen. Im Alter von 21 Jahren verließ er den Hof und ging nach Metz, wo er 826 von Bischof Drogo, einem unehelichen Sohn Karls des Großen, zum Priester geweiht wurde. Er wurde Domherr an der dortigen Kathedrale St. Stephan und leitete möglicherweise auch die Domschule. Um 830 wurde er von Ludwig dem Frommen an den kaiserlichen Hof zurückgerufen, wo er dessen Seelsorger und Beichtvater wurde.
832 wurde er zum Bischof von Le Mans ernannt und erhielt am 22. Dezember dieses Jahres die Bischofsweihe. Ludwig der Fromme kam am 25. Dezember nach Le Mans und wohnte den Weihnachtsfeierlichkeiten bei. Im karolingischen Erbfolgestreit nach der Großen Empörung 833 hielt Aldrich treu zu Ludwig und dessen Nachfolger Karl dem Kahlen. Deshalb wurde er zeitweise als Bischof abgesetzt, konnte jedoch nach 12 Monaten zurückkehren. 836 übergab er auf Anweisung Ludwigs die Gebeine des Bischofs Liborius an eine Delegation Bischof Badurads von Paderborn. Dort trafen die Reliquien am Pfingstsonntag, dem 28. Mai 836, ein. Auch Ludwigs Gemahlin Judith und Karl der Kahle haben sich für die Übertragung eingesetzt (in ore laus et honor christicolo imperatori Ludovico atque orthodoxae imperatrici Iudittae rumigerae una cum prole et Aldrico Cenomannicae urbis episcopo ; Lob und Ehre dem christlichen Kaiser Ludwig und der gerühmten rechtgläubigen Kaiserin Judith, zusammen mit ihrem Nachkommen [Karl dem Kahlen], und Bischof Aldrich von Le Mans).
Aldrich nahm an den Konzilien von Paris 846 und Tours 849 teil. Er starb nach 24-jährigem Episkopat in Le Mans am 7. Januar 856 und wurde in der Kirche St-Vincent beigesetzt. 